# Cudowna róża
Cudowna róża – meksykańska telenowela emitowana na kanale Las Estrellas od 2008 roku
Premiera serialu w Polsce odbyła się 24 grudnia 2016, o godz. 18:00 w telewizji TLC.

## Fabuła
Każdy odcinek telenoweli opowiada prawdziwą historię, dotyczącą życia codziennego bohaterów. W rozwiązaniu problemów proszą o pomoc Matkę Bożą z Gwadelupy, która udziela im pomocy objawiając się pod postacią białej róży przy swoim wizerunku.

## Nagrody i nominacje
Premios TVyNovelas – w kategorii Najlepszy program Jednostki
- 2013: wygrana[5]
- 2014: nominacja[6]
- 2015: nominacja[6]
- 2016: nominacja[6]

Carnaval Carolina 2015
- 2015 w kategorii najlepszy pogram – wygrana[7]

Congreso Anual de Escritores Latinoamericanos, CAEL 2013
- 2013 w kategorii najlepszy scenariusz – wygrana[8]

Premios Bravo
- 2010: w kategorii najlepszy program jednostki – wygrana[6]
- 2013: w kategorii najlepszy program jednostki – wygrana[6]
- 2013: w kategorii najlepsza aktorka Marcia Coutiño – wygrana[6]
- 2013: w kategorii najlepszy aktor Carlos Cámara (Hijo) – wygrana[6]
- 2015: w kategorii najlepsze dzieci z programu aktorskiego jednostki Cherry Sayta – wygrana[9][6]
- 2015: w kategorii najlepsza młoda aktorka Arantza - wygrana[9][6]